# New Adventures in Hi-Fi
New adventures in Hi-Fi è il decimo album in studio dei R.E.M. uscito nel 1996.
È l'ultimo album con Bill Berry, rimasto nella formazione dello storico gruppo rock fino al 1997.

## Registrazione
Intrapreso il tour per Monster all'inizio del 1995, il gruppo decise registrare dal vivo il loro lavoro successivo ma in realtà solo Departure, Undertow, The Wake-up bomb, Binky the Doormat e Revolution (che non trovò posto nell'album ma fu utilizzata nella colonna sonora del film Batman e Robin) vennero messe effettivamente in scaletta e dunque suonate e registrate durante i concerti. Il gruppo utilizzò tuttavia i soundcheck per provare altro materiale nuovo e registrare altri brani. In studio vennero poi realizzate How the west was won and where it got us, New test leper, E-Bow the Letter (con la partecipazione di Patti Smith alle seconde voci) e Be mine

## Tracce
1. How the West Was Won and Where It Got Us – 4:31
2. The Wake-Up Bomb – 5:08
3. New Test Leper – 5:26
4. Undertow – 5:09
5. E-Bow the Letter – 5:24
6. Leave – 7:18
7. Departure – 3:28
8. Bittersweet Me – 4:07
9. Be Mine – 5:33
10. Binky the Doormat – 5:00
11. Zither – 2:35
12. So Fast So Numb – 4:13
13. Low Desert – 3:31
14. Electrolite – 4:03

## Formazione
- Michael Stipe - voce (tranne traccia 11), synth (traccia 1)
- Peter Buck - chitarra (tranne traccia 14), basso (tracce 1, 9, 14), banjo (traccia 14), bouzouki (traccia 1), mandolino (traccia 1), sitar elettrico (traccia 5)
- Mike Mills - basso (tracce 2-8, 10, 12-13), pianoforte (tracce 1, 14), organo Hammond (tracce 2-3, 5, 7-8, 10-13), synth (tracce 1, 5), mellotron (tracce 5, 8), cori (tracce 1-2, 4, 7, 9-10, 12), tastiera (tracce 6, 9-10)
- Bill Berry - batteria (tranne traccia 11), percussioni (tranne traccia 11), basso (traccia 11), synth (traccia 6), chitarra acustica (traccia 6), cori (traccia 10), fischio (traccia 1)

Altri musicisti
- Nathan December - chitarra (tracce 2, 4, 6-7, 10, 13), tamburello (traccia 11), güiro (traccia 14)
- Scott McCaughey - synth (tracce 4, 6), pianoforte (tracce 8, 12-13), organo (traccia 10), autoharp (traccia 11)
- Patti Smith - voce (traccia 5)
- Andy Carlson - violino (traccia 14)

## Classifiche
| Classifica (1996) | Posizione massima |
| ----------------- | ----------------- |
| Australia         | 1                 |
| Austria           | 1                 |
| Belgio (Fiandre)  | 1                 |
| Belgio (Vallonia) | 3                 |
| Canada            | 1                 |
| Danimarca         | 1                 |
| Europa            | 1                 |
| Finlandia         | 1                 |
| Francia           | 6                 |
| Germania          | 1                 |
| Irlanda           | 1                 |
| Italia            | 4                 |
| Norvegia          | 1                 |
| Nuova Zelanda     | 1                 |
| Paesi Bassi       | 1                 |
| Portogallo        | 2                 |
| Regno Unito       | 1                 |
| Spagna            | 5                 |
| Stati Uniti       | 2                 |
| Svezia            | 1                 |
| Svizzera          | 1                 |